# Росвіта Краузе
Росвіта Краузе (нім. Roswitha Krause, 3 листопада 1949) — німецька плавчиня.
Срібна медалістка Олімпійських Ігор 1968 року з плавання. Медалістка Олімпійських ігор з гандболу: срібна 1976 року, бронзова 1980 року. Чемпіонка світу з гандболу 1975, 1978 років.